# La Cotera (Roiz)
La Cotera es un núcleo de población español de la localidad de Roiz, perteneciente al municipio de Valdáliga, en la comunidad autónoma de Cantabria.

## Demografía
En 2023, el núcleo de población de La Cotera, encuadrado dentro de la entidad singular de población de Roiz, tenía empadronados 13 habitantes.